# Saccomyces endogenus
Saccomyces endogenus är en svampart som först beskrevs av Nowak., och fick sitt nu gällande namn av Frederick K. Sparrow 1943. Saccomyces endogenus ingår i släktet Saccomyces och familjen Chytridiaceae.   Inga underarter finns listade i Catalogue of Life.